# جیم هاپر
جیم هاپر (به انگلیسی: Jim Hopper)، یک شخصیت خیالی داستانی در سریال اینترنتی آمریکایی علمی–تخیلی و ترسناک چیزهای عجیب، محصول نت‌فلیکس است. این شخصیت توسط خالقان سریال چیزهای عجیب، یعنی مت و راس دافر که به برادران دافر شهرت دارند خلق شده‌است و دیوید هاربر، بازیگر آمریکایی ایفاگر این نقش است. هاپر، کلانتر شهر کوچک هاوکینز است که بعد از گم شدن پسر جوانی به اسم ویل بایرز، مسئول یافتن او می‌شود و در این مسیر، رویدادهایی رخ می‌دهد که برای همیشه زندگی وی را تغییر می‌دهد. موسیقی موردعلاقه او، ترانه «دیگر در اطراف جیم خرابکاری نکن» اثر جیم کروچی است که در قسمت سوم از فصل دوم و قسمت دوم از فصل سوم سریال پخش شده است.
شخصیت جیم هاپر و بازی دیوید هاربر با استقبال خوبی از سوی منتقدان و تماشاگران مواجه شد. هاربر برای عملکرد خود در هفتاد و پنجمین مراسم گلدن گلوب، نامزد دریافت بهترین بازیگر نقش مکمل مرد در سریال درام شد. او این افتخار را در شصت و نهمین جوایز امی ساعات پربیننده و همچنین هفتادمین دوره همین جوایز تکرار کرد.